# Copa del Rey de baloncesto 2014
La 78.ª edición de la Copa del Rey de baloncesto se disputó en el Palacio de Deportes José María Martín Carpena de Málaga, siendo la tercera edición disputada en la Costa del Sol, tras las celebradas en 2001 y 2007.
El campeón del torneo fue el Real Madrid, que derrotó al Herbalife Gran Canaria en cuartos de final, y al Cai Zaragoza en semifinales. En la final el conjunto entrenado por Pablo Laso venció por 76-77, gracias a un tiro de Sergio Llull que entró a 0,1 segundos del final Archivado el 14 de febrero de 2014 en Wayback Machine., a un F. C. Barcelona que en su camino a la final había vencido al Iberostar Tenerife en cuartos de final, y al Valencia Basket en semifinales. Con esta victoria, el Real Madrid se convirtió en el equipo que más veces ha ganado la competición (24). Nikola Mirotić del Real Madrid fue elegido como MVP del torneo.

## Equipos participantes
El torneo se disputó a partido único, con un sistema de final a ocho, los ocho mejores equipos de la Liga ACB 2013-14 al término de la primera vuelta de la competición liguera.
| Cabezas de serie - Real Madrid - Valencia Basket - F. C. Barcelona - Unicaja Málaga | Otros clasificados - Herbalife Gran Canaria - Cai Zaragoza - Laboral Kutxa - Iberostar Tenerife |

## Resultados
|  | Cuartos de final       | Cuartos de final |                 |                | Semifinales  | Semifinales  |  |             | Final        | Final        |  |
|  | 6 y 7 de febrero       | 6 y 7 de febrero |                 |                | 8 de febrero | 8 de febrero |  |             | 9 de febrero | 9 de febrero |  |
|  |                        |                  |                 |                |              |              |  |             |              |              |  |
|  |                        |                  |                 |                |              |              |  |             |              |              |  |
|  | Real Madrid            | 83               |                 |                |              |              |  |             |              |              |  |
|  | Real Madrid            | 83               |                 |                |              |              |  |             |              |              |  |
|  | Herbalife Gran Canaria | 60               |                 |                |              |              |  |             |              |              |  |
|  | Herbalife Gran Canaria | 60               |                 | Real Madrid    | 98           |              |  |             |              |              |  |
|  |                        |                  |                 | Real Madrid    | 98           |              |  |             |              |              |  |
|  |                        |                  | CAI Zaragoza    | 66             |              |              |  |             |              |              |  |
|  | Unicaja Málaga         | 74               | CAI Zaragoza    | 66             |              |              |  |             |              |              |  |
|  | Unicaja Málaga         | 74               |                 |                |              |              |  |             |              |              |  |
|  | CAI Zaragoza           | 79               |                 |                |              |              |  |             |              |              |  |
|  | CAI Zaragoza           | 79               |                 |                |              |              |  | Real Madrid | 77           |              |  |
|  |                        |                  |                 |                |              |              |  | Real Madrid | 77           |              |  |
|  |                        |                  | FC Barcelona    | 76             |              |              |  |             |              |              |  |
|  | F.C. Barcelona         | 102              | FC Barcelona    | 76             |              |              |  |             |              |              |  |
|  | F.C. Barcelona         | 102              |                 |                |              |              |  |             |              |              |  |
|  | Iberostar Tenerife     | 60               |                 |                |              |              |  |             |              |              |  |
|  | Iberostar Tenerife     | 60               |                 | F.C. Barcelona | 89           |              |  |             |              |              |  |
|  |                        |                  |                 | F.C. Barcelona | 89           |              |  |             |              |              |  |
|  |                        |                  | Valencia Basket | 81             |              |              |  |             |              |              |  |
|  | Valencia Basket        | 74               | Valencia Basket | 81             |              |              |  |             |              |              |  |
|  | Valencia Basket        | 74               |                 |                |              |              |  |             |              |              |  |
|  | Laboral Kutxa          | 73               |                 |                |              |              |  |             |              |              |  |
|  | Laboral Kutxa          | 73               |                 |                |              |              |  |             |              |              |  |
|  |                        |                  |                 |                |              |              |  |             |              |              |  |

### Cuartos de final
| 6 de febrero de 2014 | Real Madrid                                                                             | 83–60                                 | Herbalife Gran Canaria                                          | |  |
| 19:00 GTM+1          | Parciales: 19-11, 22-11, 20-23, 22-17                                                   | Parciales: 19-11, 22-11, 20-23, 22-17 | Parciales: 19-11, 22-11, 20-23, 22-17                           | |  |
|                      | Estadísticas Rudy Fernández / Nikola Mirotić 17 Ioannis Bourousis 11 Sergio Rodríguez 8 | Reporte Pts Reb Asts                  | Estadísticas 16 Walter Tavares 12 Walter Tavares 4 Tomás Bellas | Pabellón: Palacio de Deportes José María Martín Carpena, Málaga Asistencia: 10,700 espectadores Árbitros: E. Pérez Pizarro, Antonio Conde, Fernando Calatrava Televisión: La 1 |  |

| 6 de febrero de 2014 | Unicaja Málaga                                                        | 74–79                                 | CAI Zaragoza                                                     | |  |
| 21:30 GTM+1          | Parciales: 11-15, 27-16, 13-25, 23-23                                 | Parciales: 11-15, 27-16, 13-25, 23-23 | Parciales: 11-15, 27-16, 13-25, 23-23                            | |  |
|                      | Estadísticas Nik Caner-Medley 21 Nik Caner-Medley 10 Jayson Granger 5 | Reporte Pts Reb Asts                  | Estadísticas 16 Damjan Rudež 8 Viktor Sanikidze 7 Pedro Llompart | Pabellón: Palacio de Deportes José María Martín Carpena, Málaga Asistencia: 10,700 espectadores Árbitros: J.C García González, M.A. Pérez Pérez, Carlos Cortés Televisión: FORTA |  |

| 7 de febrero de 2014 | F.C. Barcelona                                                                     | 102–60                                | Iberostar Tenerife                                           | |  |
| 19:00 GTM+1          | Parciales: 22-16, 32-18, 21-14, 27-12                                              | Parciales: 22-16, 32-18, 21-14, 27-12 | Parciales: 22-16, 32-18, 21-14, 27-12                        | |  |
|                      | Estadísticas Marcelinho Huertas 13 Ante Tomić 8 Marcelinho Huertas \ Brad Oleson 5 | Reporte Pts Reb Asts                  | Estadísticas 12 Ricardo Úriz 8 Luke Sikma 6 Nicolás Richotti | Pabellón: Palacio de Deportes José María Martín Carpena, Málaga Asistencia: 9,300 espectadores Árbitros: Daniel Hierrezuelo, Vicente Bultó, Carlos Peruga Televisión: La 1 |  |

| 7 de febrero de 2014 | Valencia Basket                                                                        | 74–73                                 | Laboral Kutxa                                                    | |  |
| 21:30 GTM+1          | Parciales: 17-26, 18-19, 20-17, 19-11                                                  | Parciales: 17-26, 18-19, 20-17, 19-11 | Parciales: 17-26, 18-19, 20-17, 19-11                            | |  |
|                      | Estadísticas Oliver Lafayette / Rafa Martínez 13 Justin Doellman 11 Oliver Lafayette 6 | Reporte Pts Reb Asts                  | Estadísticas 18 Andrés Nocioni 8 Andrés Nocioni 4 Andrés Nocioni | Pabellón: Palacio de Deportes José María Martín Carpena, Málaga Asistencia: 10,200 espectadores Árbitros: J.A. Martín Bertrán, Jiménez Trujillo, Oscar Perea Televisión: FORTA |  |

### Semifinales
| 8 de febrero de 2014 | Real Madrid                                                       | 98–66                                 | CAI Zaragoza                                                                          | |  |
| 19:00 GTM+1          | Parciales: 22-15, 32-22, 23-13, 21-16                             | Parciales: 22-15, 32-22, 23-13, 21-16 | Parciales: 22-15, 32-22, 23-13, 21-16                                                 | |  |
|                      | Estadísticas Rudy Fernández 16 Felipe Reyes 6 Sergio Rodríguez 11 | Reporte Pts Reb Asts                  | Estadísticas 19 Giorgi Shermadini 8 Giorgi Shermadini 4 Michael Roll \ Pedro Llompart | Pabellón: Palacio de Deportes José María Martín Carpena, Málaga Asistencia: 10,800 espectadores Árbitros: Daniel Hierrezuelo, M.A. Pérez Pérez, Carlos Cortés Televisión: La 1 |  |

| 8 de febrero de 2014 | F.C. Barcelona                                                                                                 | 89–81                                | Valencia Basket                                                           | |  |
| 21:30 GTM+1          | Parciales: 31-9, 17-24, 16-15, 25-33                                                                           | Parciales: 31-9, 17-24, 16-15, 25-33 | Parciales: 31-9, 17-24, 16-15, 25-33                                      | |  |
|                      | Estadísticas Juan Carlos Navarro 20 Joey Dorsey \ Kostas Papanikolaou \ Boštjan Nachbar 6 Marcelinho Huertas 8 | Reporte Pts Reb Asts                 | Estadísticas 21 Romain Sato 11 Romain Sato 3 Pau Ribas \ Oliver Lafayette | Pabellón: Palacio de Deportes José María Martín Carpena, Málaga Asistencia: 10,600 espectadores Árbitros: E. Pérez Pizarro, Antonio Conde, Vicente Bultó Televisión: FORTA |  |

### Final
| 9 de febrero de 2014 | F. C. Barcelona                                                                    | 76–77                                 | Real Madrid                                                     | |  |
| 18:00 GTM+1          | Parciales: 17-16, 25-22, 17-22, 17-17                                              | Parciales: 17-16, 25-22, 17-22, 17-17 | Parciales: 17-16, 25-22, 17-22, 17-17                           | |  |
|                      | Estadísticas Marcelinho Huertas 15 Ante Tomić 9 Marcelinho Huertas \ Brad Oleson 5 | Reporte Pts Reb Asts                  | Estadísticas 19 Rudy Fernández 11 Nikola Mirotić 6 Sergio Llull | Pabellón: Palacio de Deportes José María Martín Carpena, Málaga Asistencia: 11,000 espectadores Árbitros: Daniel Hierrezuelo, J.C García González, Antonio Conde Televisión: La 1 |  |

|             |
| Campeón     |
| Real Madrid |
| 24.º título |

## MVP de la Copa
- Nikola Mirotić

## Minicopa
La Minicopa del Rey cumplió su undécima edición en la que el Real Madrid de Baloncesto infantil defendía el título logrado en la edición anterior. Tras imponerse en la final al equipo anfitrión del Unicaja Málaga por 74-77, los madridistas revalidaron el título sumando así su segundo campeonato.
Para acceder a la fase final ambos conjuntos finalizaron como primeros de su respectivo grupo de cuatro aspirantes. Ambos conjuntos sumaron tres victorias en tres partidos clasificándose para el decisivo partido de manera invicta. En el rendimiento individual destacó el lituano Tomas Balciunas quien se proclamó MVP de la final tras anotar veintiocho puntos, capturar diecinueve rebotes y dar una asistencia para firmar un cuarenta y tres de valoración. El jugador resultó decisivo para su equipo durante todo el torneo al anotar un total de ciento un puntos (veinticinco de media por partido) proclamándose máximo anotador del certamen y firmar una valoración récord individual de cincuenta y uno en la segunda jornada. Dichas cifras convirtieron a su equipo en el más anotador también del torneo con trescientos setenta y un puntos y el que mayor diferencia de puntos consiguió en un partido con ochenta y seis logrados frente al C. A. I. Zaragoza.

### Fase de grupos
| Grupo A            | PJ | PG | PP | PF  | PC  | Dif. |
| ------------------ | -- | -- | -- | --- | --- | ---- |
| Unicaja Málaga     | 3  | 3  | 0  | 265 | 167 | +98  |
| Barcelona Regal    | 3  | 2  | 1  | 249 | 187 | +62  |
| Valencia Basket    | 3  | 1  | 2  | 230 | 216 | +14  |
| Iberostar Tenerife | 3  | 0  | 3  | 124 | 298 | -174 |

| Grupo B                | PJ | PG | PP | PF  | PC  | Dif. |
| ---------------------- | -- | -- | -- | --- | --- | ---- |
| Real Madrid            | 3  | 3  | 0  | 294 | 143 | +151 |
| Herbalife Gran Canaria | 3  | 2  | 1  | 239 | 171 | +68  |
| CAI Zaragoza           | 3  | 1  | 2  | 219 | 251 | -32  |
| 5+11 Baskonia-Alavés   | 3  | 0  | 3  | 119 | 306 | -168 |

### Final
| 9 de febrero de 2013 - 13:00 GTM+1 | Unicaja Málaga                                      | 74–77                | Real Madrid                                                | Málaga |  |
|                                    | Parciales: 15-14, 18-20, 24-21, 17-22               |                      |                                                            | |  |
|                                    | Estadísticas M. Moreta 25 A. Bonet 11 U. Carrillo 7 | Reporte Pts Reb Asts | Estadísticas 28 T. Balciunas 19 T. Balciunas 3 J. Merencio | Pabellón: Pabellón Los Guindos Asistencia: 1,500 espectadores Árbitros: Carlos Cortés (44) / Calatrava (54) / J. Castillo |  |